# Osiedle Lotnisko (Stargard)
Osiedle Lotnisko – osiedle Stargardu, włączone do miasta w 1993, położone w południowo-zachodniej części miasta. Osiedle zostało przejęte przez miasto po wyjeździe wojsk Armii Czerwonej (następnie Rosji). Budynki zajmowane przez żołnierzy zostały wyremontowane i przekazane jako budynki mieszkalne. W pobliżu osiedla znajdują się pasy startowe Lotniska Kluczewo, stąd nazwa osiedla. Pasy startowe zostały zagospodarowane na tereny Parku Przemysłowego Nowoczesnych Technologii w Stargardzie.
Budynek byłej hali sportowej wykorzystano jako Kościół Najświętszego Serca Pana Jezusa. W centrum osiedla znajduje się plac zabaw oraz boiska sportowe. Na osiedlu znajdują się 2 sklepy oraz Zespół Szkół nr 5 im. Tadeusza Tańskiego w Stargardzie. Osiedle jest bardzo dobrze skomunikowane z miastem i sąsiednimi miejscowościami. W okolicy osiedla przebiega trasa S10, którą łatwo dojechać do Szczecina oraz innych miejscowości. Co roku na terenie jest organizowany Dzień Sąsiada oraz OldTown.

## Ulice osiedla
- Drzewieckiego
- Rogalskiego
- Skarżyńskiego
- Śniadeckiego
- Tańskiego
- Witoszyńskiego
- Żwirki i Wigury